# Дневной образ жизни животных

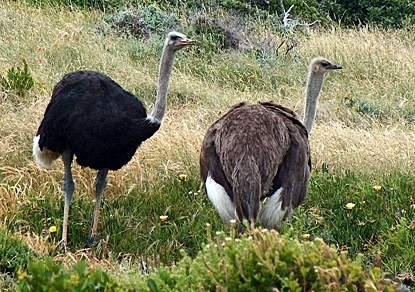
Страусы ведут дневной образ жизни, но могут быть активны в лунные ночи

Дневной образ жизни — это форма поведения животных и растений, характеризующаяся активностью в дневное время, с периодом сна или иным отсутствием активности в ночное время. Распространенное прилагательное, обозначающее дневную активность — «дневной». Время активности животного зависит от множества факторов окружающей среды, таких как температура, способность собирать видимую пищу, риск нападения хищников и время года. Дневной образ жизни — это цикл активности в течение 24-часового периода; циклические действия, называемые циркадными ритмами, представляют собой эндогенные циклы, не зависящие от внешних сигналов или факторов окружающей среды, за исключением zeitgeber. Животные, активные в сумерках, являются сумеречными, те, что активны в ночное время, ведут ночной образ жизни, а животные, активные спорадически как ночью, так и днем, ведут смешанный образ жизни.
Растения, которые распускают цветы в дневное время, описываются как дневные, в то время как те, которые цветут в ночью, являются ночными. Время раскрытия цветка часто связано со временем, в которое предпочтительные опылители добывают пищу. Например, подсолнухи открываются днем, чтобы привлечь пчел, в то время как цереус, открывается ночью, чтобы привлечь крупных бражников.

## У животных

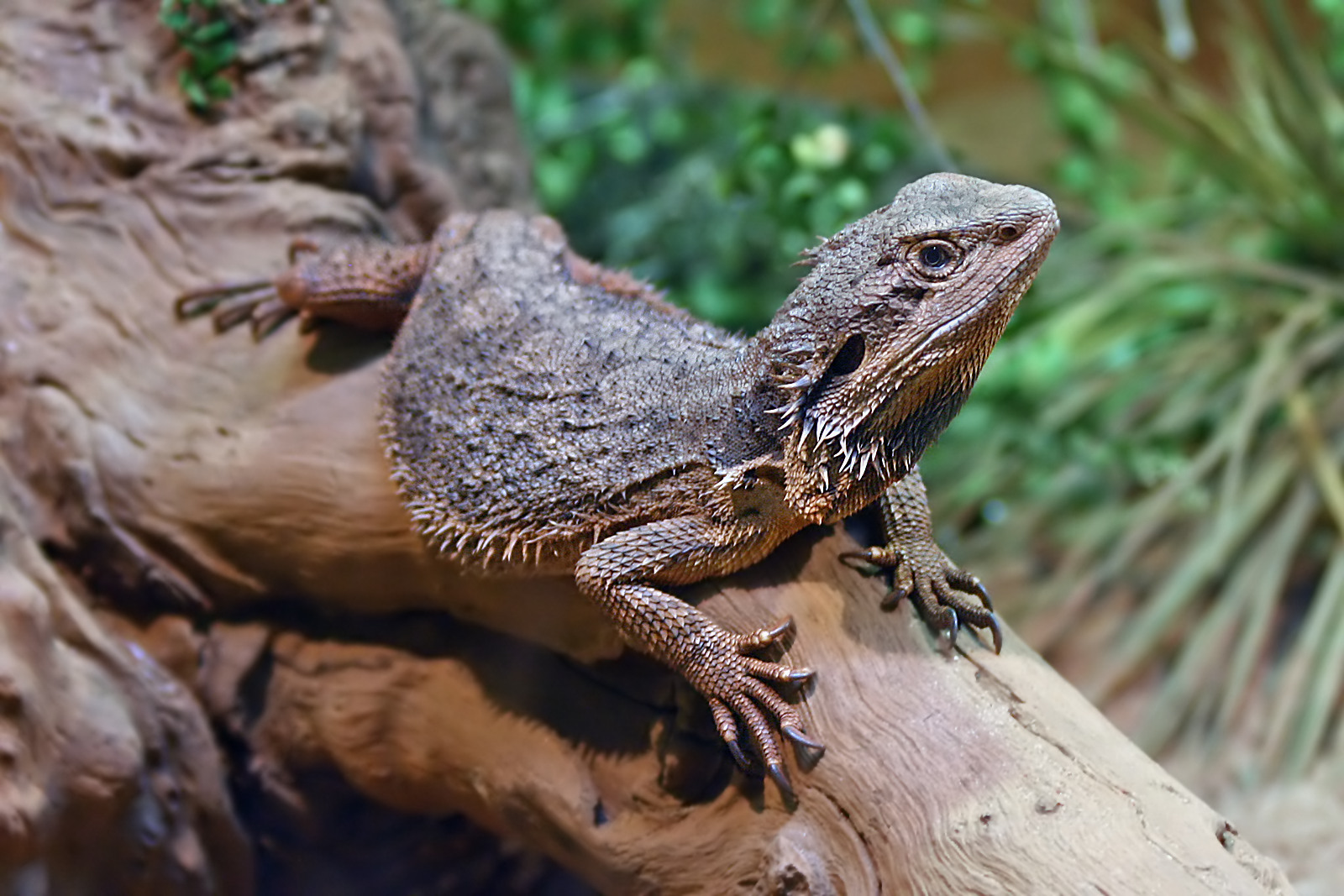
Бородатая ящерица, дневная рептилия

Многие виды животных классифицируются как дневные, то есть они проявляют активность днем и неактивны или отдыхают в ночное время. К обычно классифицируемым дневным животным относятся млекопитающие, птицы и рептилии. Большинство приматов ведут дневной образ жизни. Научная классификация дневного образа жизни животных может оказаться сложной задачей, помимо очевидного повышения уровня активности в дневное время.

### Эволюция дневного образа жизни

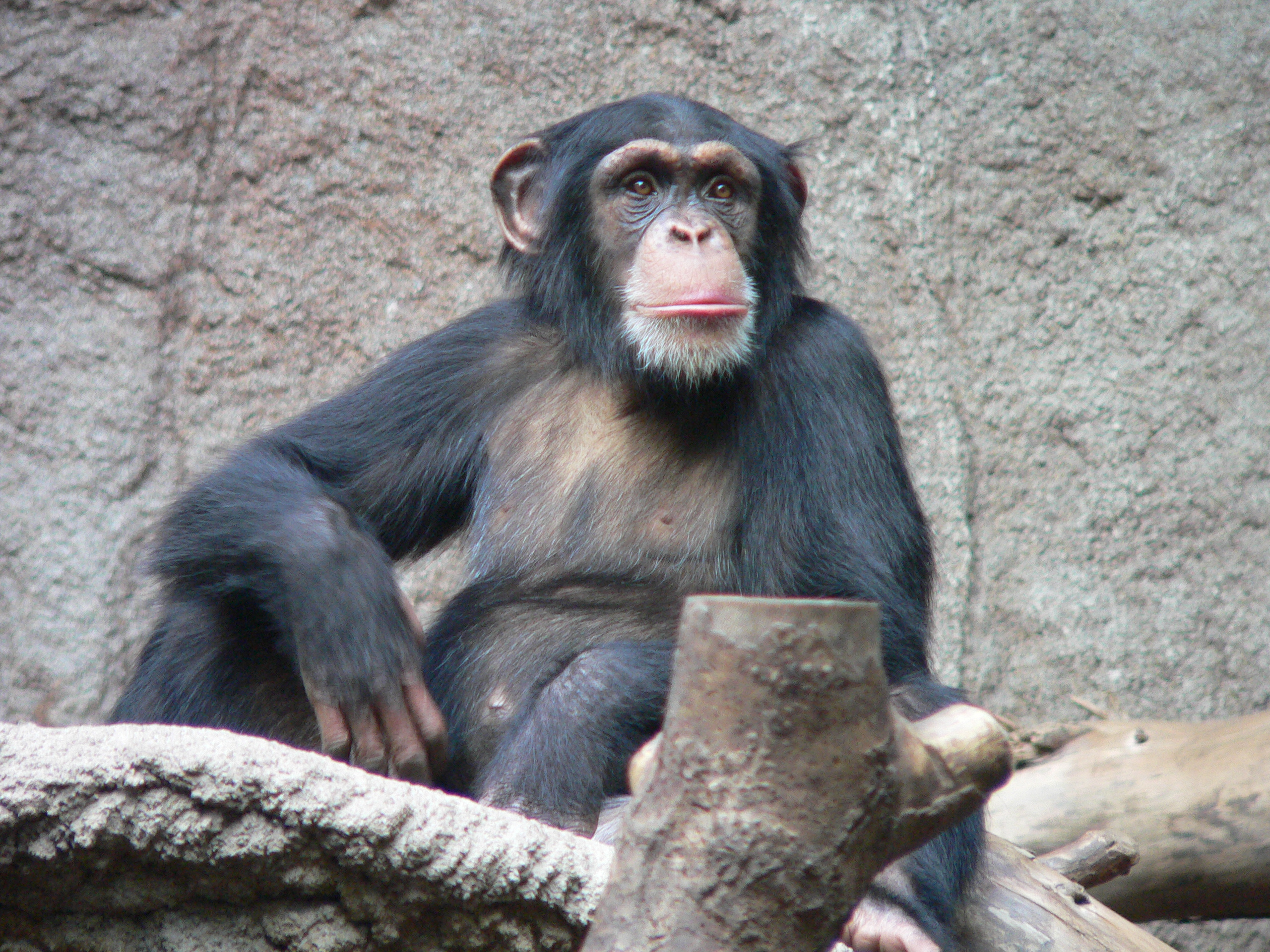
Шимпанзе, дневная обезьяна

Первоначально большинство животных вели дневной образ жизни, но адаптация, позволившая некоторым животным вести ночной образ жизни, способствовала успеху многих, особенно млекопитающих. Это эволюционное движение к ночному образу жизни позволило им лучше избегать хищников и получать ресурсы с меньшей конкуренцией со стороны других животных. Это действительно произошло с некоторыми адаптациями, с которыми млекопитающие живут сегодня. Зрение было одним из самых сильно пострадавших органов чувств при переключении с дневного на ночной образ жизни, и это можно увидеть с помощью биологического и физиологического анализа палочек сетчаток глаз приматов. Это включает в себя потерю двух из четырех колбочек опсинов, которые помогают в цветовом зрении, делая многих млекопитающих дихроматами. Когда ранние приматы вернулись к дневному образу жизни, улучшенное зрение, включавшее трихроматическое зрение, стало очень выгодным, что сделало дневное и цветовое зрение адаптивными чертами обезьянообразных, в том числе людей. Исследования с использованием анализа распределения хроматина колбочек сетчаток из разных глаз обезьянообразных показали, что переходы между дневным и ночным образом жизни происходили несколько раз в линиях приматов, причем переход к дневному образу жизни был наиболее распространенным переходом.
Тем не менее, сегодня суточный образ жизни, кажется, снова появляется у многих видов других животных, включая мелких млекопитающих — грызунов, таких как травяная мышь (Arvicanthis niloticus), золотистый суслик (Callospermophilus lateralis) и рептилий. Более конкретно, гекконы, которые, как считалось, ведут естественный ночной образ жизни, продемонстрировали множество переходов к дневному образу жизни, и в настоящее время около 430 видов гекконов проявляют дневную активность. С таким количеством зарегистрированных дневных видов были проведены сравнительные аналитические исследования с использованием новых линий гекконов для изучения эволюции дневного образа жизни. Учитывая, что для линий гекконов насчитывается около 20 переходов, это показывает важность дневного образа жизни. Факторами перехода являются сильные воздействия окружающей среды, такие как изменение климата, риск нападения хищников и конкуренция за ресурсы. На примере гекконов считается, что такие виды, как Mediodactylus amictopholis, которые живут на больших высотах, перешли на дневной режим, чтобы получать больше тепла в течение дня и, следовательно, сохранять больше энергии, особенно при более холодных сезонных температурах.

### Свет
Свет является одним из наиболее определяющих факторов окружающей среды, который влияет на характер деятельности животного. Фотопериод или цикл день-ночь определяется географическим положением, при этом дневное время связано с большим количеством света, а ночное время — с небольшим количеством света. Свет является одним из самых сильных факторов, влияющих на супрахиазматическое ядро (SCN), которое является частью гипоталамуса в головном мозге, который контролирует циркадный ритм у большинства животных. Это то, что определяет, ведет ли животное дневной образ жизни или нет. SCN использует визуальную информацию, такую как свет, для запуска каскада гормонов, которые высвобождаются и воздействуют на многие физиологические и поведенческие функции.
Свет может оказывать мощное маскирующее воздействие на циркадный ритм животного, что означает, что он может «маскировать» или влиять на внутренние часы, изменяя характер активности животного, временно или в долгосрочной перспективе, если он подвергается достаточному освещению в течение длительного периода времени. Маскировка может называться положительной маскировкой, при которой она увеличивает дневную активность животных, либо отрицательной маскировкой, при которой снижается активность ночных животных. Это можно изобразить, подвергая разные виды грызунов воздействию одних и тех же фотопериодов. Когда дневная травяная мышь и ночная мышь подвергаются одинаковому фотопериоду и интенсивности света, у травяной мыши наблюдается повышенная активность (положительная маскировка) и снижение активности внутри мыши (отрицательная маскировка).
Было показано, что даже небольшое изменение освещения в окружающей среде влияет на активность млекопитающих. Наблюдательное исследование, проведенное в отношении активности ночных обезьян в Гран-Чако в Южной Америке, показало, что увеличение количества лунного света в ночное время повышает их уровень активности в течение ночи, что приводит к снижению дневной активности. Это означает, что для этого вида окружающий лунный свет отрицательно коррелирует с дневной активностью. Это также связано с поведением обезьян в поисках пищи, так как, когда ночи были практически без лунного света, это влияло на способность обезьян эффективно добывать корм, поэтому они были вынуждены быть более активными днем в поисках пищи.

### Другие воздействия окружающей среды
Дневной образ жизни, как оказалось, является эволюционной чертой у многих видов животных, причем появляется в основном во многих линиях. Другие факторы окружающей среды, такие как температура окружающей среды, доступность пищи и риск нападения хищников, могут влиять на то, будет ли животное эволюционировать, чтобы вести дневной образ жизни, или, если их влияние будет достаточно сильным, затем замаскировать циркадный ритм, изменив характер своей активности на дневной. Все три фактора часто связаны друг с другом, и животные должны уметь находить баланс между ними, если они хотят выжить и процветать.
Было показано, что температура окружающей среды влияет и даже преобразует ночных животных в дневных, поскольку это способ для них сохранить метаболическую энергию. Ночные животные часто испытывают энергетический недостаток из-за того, что наиболее активны в ночное время, когда температура окружающей среды ниже, чем днем, и поэтому они теряют много энергии в виде тепла тела. Согласно гипотезе циркадной термоэнергетики (CTE), животные, которые расходуют больше энергии, чем потребляют (через пищу и сон), будут более активны в световом цикле, то есть они будут более активны днем. Это было показано в исследованиях, проведенных на маленьких ночных мышах в лабораторных условиях. Когда они подвергались сочетанию достаточного стресса от холода и голода, они переходили на дневной режим посредством переключения временной ниши, что от них и ожидалось. Другое подобное исследование, в котором участвовали энергетически сложные мелкие млекопитающие, показало, что дневной режим наиболее полезен, когда животное имеет защищенное место для отдыха, что снижает потерю тепла. В обоих исследованиях был сделан вывод о том, что ночные млекопитающие меняют характер своей активности на более дневной при энергетическом стрессе (из-за потери тепла и ограниченной доступности пищи), но только тогда, когда хищничество также ограничено, а это означает, что риски хищничества меньше, чем риск замерзания или голодной смерти.

## У растений
Многие растения ведут дневной или ночной образ жизни, в зависимости от периода времени, когда наиболее эффективные опылители, то есть насекомые, посещают растение. Большинство покрытосеменных растений посещают различные насекомые, поэтому цветок приспосабливает свою фенологию к наиболее эффективным опылителям. Таким образом, эффективность относительных дневных или ночных видов насекомых влияет на дневную или ночную природу растений, которые они опыляют, вызывая в некоторых случаях корректировку циклов открытия и закрытия цветов растений. Например, баобаб опыляется летучими мышами и начинает цвести ближе к вечеру; цветы умирают в течение суток.

## В технологических операциях
Услуги, которые чередуются между высоким и низким уровнем использования в ежедневном цикле, описываются как дневные. На многих веб-сайтах больше всего пользователей днем и мало пользователей ночью, или наоборот. Планировщики операций могут использовать этот цикл для планирования, например, обслуживания, которое необходимо выполнять, когда на веб-сайте меньше пользователей.